# پتی نعنایی
پتی نعنایی (انگلیسی: Peppermint Patty) یک شخصیت خیالی در کمیک استریپ بادام زمینی‌ها اثر چارلز شولتس ظاهر شده است. نام کامل او که خیلی کم استفاده می‌شود، پاتریشیا ریچارد است. او کک و مک و موهای قهوه‌ای دارد و به‌طور کلی ویژگی‌های یک پسر بچه را نشان می‌دهد، اگرچه او همچنین وسواس زیادی نسبت به چیزهای کوچک‌تر در زندگی نشان می‌دهد. اولین حضور او در ۲۲ اوت ۱۹۶۶ بود.